# اندی کروز
اندی کروز (انگلیسی: Andy Cruz؛ زادهٔ ۱۲ اوت ۱۹۹۵) بوکسور اهل کوبا است.